# Anfilogino Guarisi
Anfilogino Guarisi   (São Paulo, 26 de desembre de 1905 - São Paulo, 8 de juny de 1974) (en portuguès Amphilóquio Guarisi Marques, també conegut com a Filó) fou un futbolista italo-brasiler de la dècada de 1930.
Fou internacional amb la selecció brasilera durant els anys vint i amb la selecció de futbol d'Itàlia amb la qual participa al Mundial de 1934.
Pel que fa a clubs, destacà a Paulistano, Corinthians i SS Lazio.